# Vales (San Cristóbal de Cea)
Vales (llamada oficialmente San Pedro de Vales) es una parroquia y un lugar del municipio español de San Cristóbal de Cea, en la provincia de Orense, Galicia.

## Organización territorial
La parroquia está formada por nueve entidades de población:
- Agrosantiño (Agro Santiño)
- Cabreira
- Casar de María
- Cazurraque
- Lajas (As Laxas)(Laxas)
- Martiñá (A Martiñá)
- Monteagudo
- Vales
- Zamoiros

## Demografía

### Parroquia
| Gráfica de evolución demográfica de Vales (parroquia) entre 2000 y 2023 |
|                                                                         |
| Datos según el nomenclátor publicado por el INE.                        |

### Lugar
| Gráfica de evolución demográfica de Vales (lugar) entre 2000 y 2023 |
|                                                                     |
| Datos según el nomenclátor publicado por el INE.                    |